# Caspar von Lingen
Caspar von Lingen (* 2. August 1755 in Bremen; † 12. Januar 1837 in Bremen) war ein Jurist und Bremer Senator/Ratsherr.

## Biografie
Lingen war der Sohn des gleichnamigen Kaufmanns Caspar von Lingen (?–1791) und seiner Frau Catharina Maria.
 
Er war verheiratet mit der früh verstorbenen Sekretärstochter Gesche Margareta de Haase (1763–1797); beide hatten vier Kinder, darunter Dr. jur. Carl von Lingen. In zweiter Ehe verheiratet mit seiner Cousine Johanna Susanne Wilhelmi (1759–1850); beide hatten zwei Kinder.
Er absolvierte seine Schulzeit in Bremen, ab 1772 am Gymnasium Illustre in Bremen. Er studierte ab 1775 Rechtswissenschaften an der Universität Göttingen und er promovierte 1788 in Göttingen zum Dr. jur.
  
Er war von 1784 bis 1788 Prokurator am Obergericht in Bremen und wurde dann um 1788/89 Professor der Rechte am Gymnasium Illustre, trat das Amt aber nicht an. 
Von 1789 bis 1837 (†) war er als Nachfolger von Dr. jur. Christian Hanewinkel (?–1789) Bremer Senator.
In der Bremer Franzosenzeit war er ab 1811 provisorischer Munizipalrat (Gemeinderat).

## Schriften
Historische Schriften im Hanseatischen Magazin.